# Karl Faller
Karl Faller (* 22. August 1913 in Emmendingen; † 21. Mai 1982 ebenda) war ein deutscher Kommunalpolitiker (CDU).

## Werdegang
Faller war ab 1934 in der Stadtverwaltung Emmendingen tätig. Von 1945 bis 1973 war er Bürgermeister der Stadt Emmendingen und nach Erhebung zur Großen Kreisstadt von 1973 bis 1981 Oberbürgermeister.
Am 21. Mai 1982 verstarb Karl Faller im Alter von 68 Jahren in seiner Geburtsstadt Emmendingen.

## Ehrungen
- 1968: Verdienstkreuz am Bande der Bundesrepublik Deutschland
- 1978: Verdienstkreuz 1. Klasse der Bundesrepublik Deutschland[3]
- Am 20. Januar 1981 wurde er zum Ehrenbürger von Emmendingen ernannt.[4]
- Benennung der Karl-Faller-Halle in Emmendingen